# Parque Thays
El Parque Thays es un espacio verde de aproximadamente 4500 m² (0,45 ha), localizado en el barrio de Recoleta, en Buenos Aires.
Fue bautizado en honor al arquitecto y paisajista francés Carlos Thays.
Una de las esculturas que se puede apreciar en este lugar es Torso Masculino Desnudo del artista colombiano Fernando Botero.

## Historia
El terreno en el que está emplazado el parque es el que antiguamente ocupaba el parque de diversiones Italpark, el cual fue cerrado en el año 1990 como consecuencia de un fatal accidente en una de sus atracciones provocado por la falta de mantenimiento.
En una audiencia pública del Concejo Deliberante se debatieron propuestas sobre el futuro de ese predio ubicado en las avenidas del Libertador y Callao. Las opciones giraron en torno a otro parque recreativo con auditorio al aire libre, un complejo hotelero y un espacio verde. Finalmente, el resultado fue el Parque Thays, inaugurado en 1998.